# Marafelți, Veliko Tărnovo
Marafelți (în bulgară Марафелци) este un sat în comuna Elena, regiunea Veliko Tărnovo,  Bulgaria. 

## Demografie
Componența etnică a satului Marafelți
     Nicio identificare (100%)
     Altele (0%)
La recensământul din 2011, populația satului Marafelți era de 4 locuitori.